# Грб општине Босилеград
Блазон Грба Општине има: два симетрична лава који садржи српски средњовековни штит, а преко њега две зелене гранчице храста, између којих је приказана планина Бесна Кобила, а изнад исте стоји црква Свете тројице. У горњем делу на штиту приказана је књига са карактеристичним словима српске азбуке, а са друге стране карактеристична слова бугарске азбуке, што показује да бугарска национална мањина у Србији поред српске азбуке изучава и бугарску азбуку као и матерњи језик. Сам штит је приказан у бојама заставе Републике Србије, тако што је оивичен црвеном лентом, плаво поље и бела књига. Лавовски пар стоји на шареној подлози, који држе с једне стране заставу Србије и са друге стране заставу Босилеграда. Између самих копља налази се мали штит у коме је приказана зграда општине Босилеград, окружена са три жута храстова листа. Мали штит приказан је у плавој, белој и црвеној боји. У централном делу испод великог штита на шареној подлози стоји црвена трака са натписом «Босилеград». Грб општине Босилеград одражава историјска, географска, културна, етичка и традиционална обележја Босилеграда.